# Fédération nationale des offices de tourisme et syndicats d'initiative
Créée au début du XXe siècle, la Fédération nationale des offices de tourisme et syndicats d'initiative (FNOTSI), désignée par le nom de la marque Offices de tourisme de France (OTF), fédère l'ensemble des structures composant le réseau national des offices de tourisme. Offices de tourisme de France assure un rôle de représentation et de défense des intérêts des offices de tourisme auprès des institutions publiques ou privées. En 2019, la Fédération nationale a fêté son centenaire et organisera son 32e congrès national à Reims.
Elle édite le portail national des offices de tourisme et syndicats d'initiative, qui propose :
- l'annuaire officiel des offices de tourisme et syndicats d'initiative ;
- un agenda des manifestations et événements culturels et festifs en France ;
- un magazine du tourisme en France ;
- des bons plans de séjours et de sorties en France.

Le site internet tourisme.fr regroupe l'ensemble des destinations touristiques de France. Le portail propose l'agenda des manifestations culturelles et festives en France, un magazine de découverte de la destination France ainsi que l'annuaire officiel des offices de tourisme et syndicats d'initiative.
Elle dispose également depuis été 2011 d'un extranet, www.offices-de-tourisme-de-france.org, dont une partie du contenu est accessible au grand public. En 2020, la FNOTSI fusionne avec les deux autres principales organisations du tourisme institutionnel français (Tourisme et Territoires, représentant les agences départementales, et Destination régions, leurs homologues au niveau régional) pour former ADN Tourisme.

## Histoire
Le premier congrès des syndicats d'initiative de France est organisé par le Syndicat d'initiative de Provence du 27 au 30 octobre 1903 au palais de la Bourse de Marseille. Il se tient sous la présidence d'Abel Ballif, président du Touring club de France à l'origine du regroupement,.
De 1932 à 1938, la « Fédération des syndicats d'initiative » commande aux Éditions des albums touristiques de luxe (Marseille) une quinzaine d'albums touristiques régionaux, qui seront reliés pour en faire quelques ouvrages. Les couvertures en couleurs, sous serpentes, au format 30 cm x 44 cm, pouvant aisément devenir des affiches murales, sont réalisées par le dessinateur et affichiste Rob d'Ac. Les régions présentées par ces albums vont de « Artois Flandre Picardie » à « Côte d'Azur et Corse ».

## Chiffres
Le réseau de la FNOTSI en 2018 est composé de :
- 1 402 offices de tourisme ;
- 183 syndicats d'initiative ;
- 74 unions ou fédérations départementales des offices de tourisme et syndicats d'initiative (UDOTSI/FDOTSI) ou organes représentatifs des offices de tourisme et syndicats d'initiative dans les comités départementaux du tourisme/agences de développement touristique (CDT/ADT) ;
- 18 fédérations régionales des offices de tourisme et syndicats d'initiative (FROTSI) ou organes représentatifs des offices de tourisme et syndicats d'initiative dans les comités régionaux du tourisme (CRT).

### Dissolution
Lors d'une assemblée générale extraordinaire à Paris le 11 mars 2020, la Fédération nationale des offices de tourisme et syndicats d'initiative acte sa dissolution.